# Plaques de matrícula d'Irlanda
Les plaques de matrícula dels vehicles d'Irlanda segueixen un sistema instaurat el 1987, i retocat el 2012, que consisteix en una combinació de fins a onze caràcters en color negre distribuïts de la següent manera: tres xifres, una o dues lletres i d'una a sis xifres més, totes elles separades per un guionet (per exemple,  123-AB-123456) sobre un fons de color blanc. Com a país membre de la Unió Europea va adoptar el 1991 l'eurofranja blava al costat esquerre amb el símbol de la UE i el codi internacional del país, IRL.
La matrícula s'assigna el primer cop que es registre el vehicle i es manté fins que es destrueix (o s'exporta), per la qual cosa no es pot transferir a un altre vehicle.

## Curiositats
- Es tracta de la combinació amb més caràcters de totes les plaques de matrícula de la Unió Europea, fins a un total d'11.
- És l'únic model de matrícula que mostre el nom complet del lloc de matriculació i ho fa en gaèlic irlandès. Està centrat i situat entre el marge superior i els caràcters que formen la matrícula.

## Tipografia

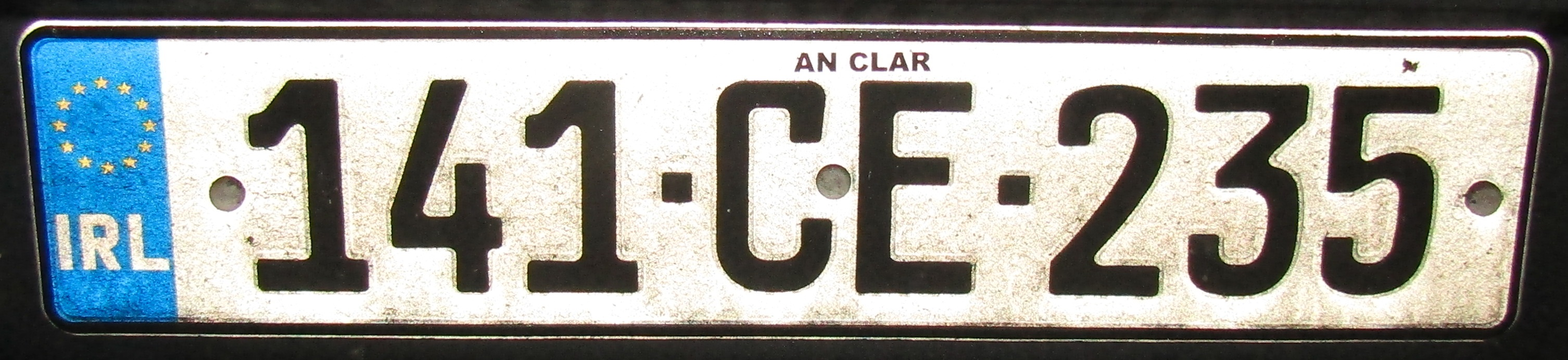
Matrícula amb la font tipogràfica FE-Schrift, típica de les plaques alemanyes.

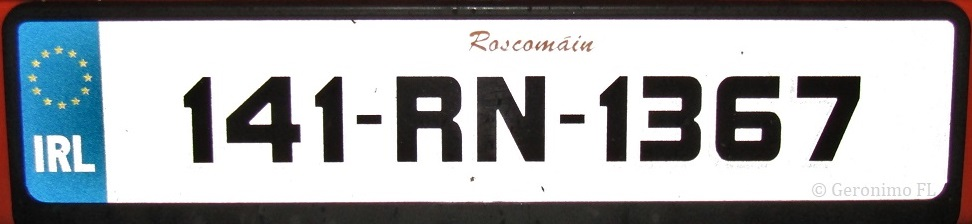
Un altre exemple de font tipogràfica.

A diferència dels requisits legals existents la resta de països de la Unió Europea, Irlanda no estipula una tipografia concreta. Les regles només estableixen que els caràcters siguin llegibles i de color negre sense serifa sobre fons blanc. El resultat és que es poden observar una varietat d'estils de tipus de lletra perfectament legals

## Mides
Les mides de les plaques són similars a la resta de plaques de la UE, 520 mm × 110 mm (rectangular) o 340 mm x 220 mm (quadrada). El material del que estan fetes així com les mides dels caràcters de la matrícula estan definits per norma i són:
- Els caràcters han de tenir una alçada de 70 mm i una amplada de no menys de 36 mm ni més de 50 mm.
- El traç de cada caràcter ha de ser de 10 mm d'amplada.
- L'espai entre caràcters ha de ser de 8 mm.
- El guionet que separa els grups ha de ser de mínim 13 mm i màxim 22 mm.
- El nom del lloc de registre ha de ser de 12 mm d'alt i situat a 5 mm del marge superior i 4 mm per sobre dels caràcters de la combinació.

## Codificació

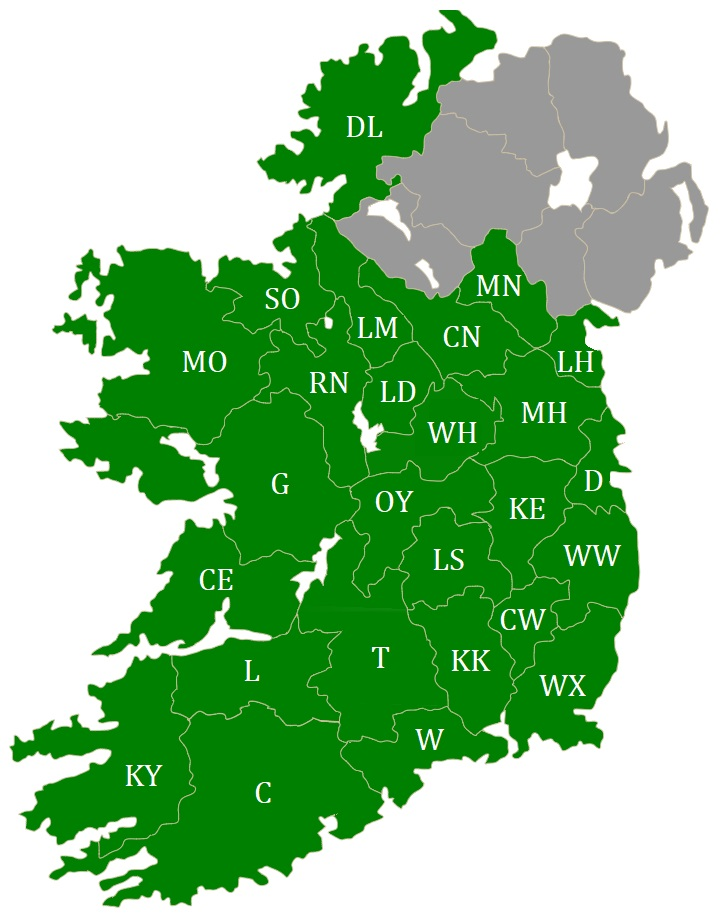
Mapa sobre el que es mostren els codis del lloc de matriculació.

D'esquerra a dreta, la codificació consisteix en:
- Un identificador d'edat de tres dígits que canvia dues vegades a l'any, al gener i al juliol. Les dues primeres xifres corresponen als dos últims dígits de l'any de matriculació, la tercera xifra indica si és el primer semestre o el segon (per exemple, 131 per gener a juny de 2013; 132 per juliol a desembre de 2013). Del 1987 al 2012 estava format només per dues xifres (87 per 1987 o 05 per 2005)[6]
- Un codi de lloc, formada per una o dues lletres que indiquen la ciutat o comtat de l'autoritat local que efectua el registre.
- Una seqüència de fins a sis xifres aleatòria que distingeix de manera exclusiva cadascun dels vehicles matriculats.

| Codi | Ciutat/Comtat    | Nom que apareix a la matrícula | Autoritat local de registre                                                                                 |
| ---- | ---------------- | ------------------------------ | --- |
| C    | Cork             | Corcaigh                       | Cork City Council/Cork County Council                                                                       |
| CE   | Clare            | An Clár                        | Clare County Council                                                                                        |
| CN   | Cavan            | An Cabhán                      | Cavan County Council                                                                                        |
| CW   | Carlow           | Ceatharlach                    | Carlow County Council                                                                                       |
| D    | Dublín           | Baile Átha Cliath              | Dublin City Council Dún Laoghaire–Rathdown County Council Fingal County Council South Dublin County Council |
| DL   | Donegal          | Dún na nGall                   | Donegal County Council                                                                                      |
| G    | Galway           | Gaillimh                       | Galway City Council Galway County Cou                                                                       |
| KE   | Kildare          | Cill Dara                      | Kildare County Council                                                                                      |
| KK   | Kilkenny         | Cill Chainnigh                 | Kilkenny County Council                                                                                     |
| KY   | Kerry            | Ciarraí                        | Kerry County Council                                                                                        |
| L    | Limerick         | Luimneach                      | Limerick City and County Council                                                                            |
| LD   | Longford         | An Longfort                    | Longford County Council                                                                                     |
| LH   | Louth            | Lú/Lughbhaidh                  | Louth County Council                                                                                        |
| LK   | Limerick         | Luimneach                      | Utilitzat entre 1984-2013. No actual                                                                        |
| LM   | Leitrim          | Liatroim                       | Leitrim County Council                                                                                      |
| LS   | Laois            | Laois                          | Laois County Council                                                                                        |
| MH   | Meath            | An Mhí                         | Meath County Council                                                                                        |
| MN   | Monaghan         | Muineachán                     | Monaghan County Council                                                                                     |
| MO   | Mayo             | Maigh Eo                       | Mayo County Council                                                                                         |
| OY   | Offaly           | Uíbh Fhailí                    | Offaly County Council                                                                                       |
| RN   | Roscommon        | Ros Comáin                     | Roscommon County Council                                                                                    |
| SO   | Sligo            | Sligeach                       | Sligo County Council                                                                                        |
| T    | Tipperary        | Tiobraid Árann                 | Tipperary County Council                                                                                    |
| TN   | North Tipperary  | Tiobraid Árann                 | Utilitzat entre 1984-2013. No actual                                                                        |
| TS   | South Tipperary  | Tiobraid Árann                 | Utilitzat entre 1984-2013. No actual                                                                        |
| W    | Waterford        | Port Láirge                    | Waterford City and County Council                                                                           |
| W    | County Waterford | Port Láirge                    | Utilitzat entre 1984-2013. No actual                                                                        |
| WH   | Westmeath        | An Iarmhí                      | Westmeath County Council                                                                                    |
| WX   | Wexford          | Loch Garman                    | Wexford County Council                                                                                      |
| WW   | Wicklow          | Cill Mhantáin                  | Wicklow County Council                                                                                      |

## Història

### 1903-1987

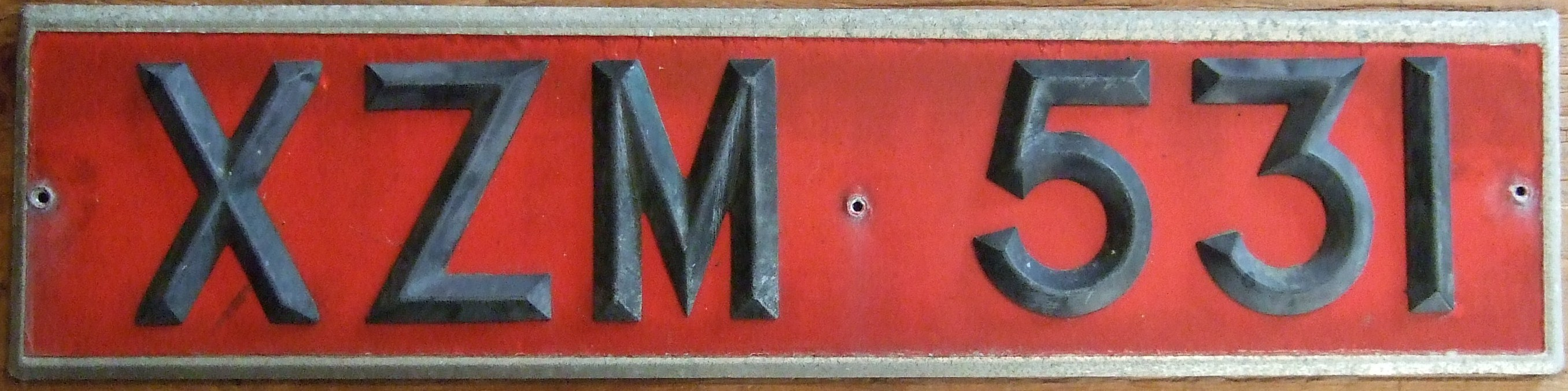
Model de matrícula 1969-1987 (GM = Galway)

Des del 1903, el sistema utilitzat a Irlanda era el que regia a tota la Gran Bretanya. Aquest va ser substituït l'1 de gener de 1987.
El sistema seguia un codi de dues lletres, el qual contenia la lletra I per ordre alfabètic, és a dir des d'IA fins a IZ (la llista completa de codis apareix al final), seguit d'una xifra seqüencial d'1 a 9999 (per exemple, IA 1234). Quan les combinacions s'acabaren, s'invertí el codi (d'AI a ZI). Les lletres G, S i V es van ometre ja que estaven assignades a Escòcia.
El 1954, amb tots els codis possibles (en aquell moment) assignats, es va modificar el sistema introduint una lletra de sèrie afegida abans del codi de comtat o ciutat, i el bombre de xifres seqüencial només arribava a 999 (per exemple, AIA 123), limitant així el nombre de caràcters en una placa a sis.
Inicialment, totes les plaques havien estat negres amb els caràcters en blanc o platejat, però el 1969 es va introduir l'opció que fossin negres sobre fons blanc a la placa del davant i negres sobre fons vermell a la placa posterior.
Al febrer de 1970, l'autoritat conjunta de Dublín (comtat més ciutat) va exhaurir totes les combinacions de tres lletres i va començar a emetre registres "invertits", començant pels codis originals de dues lletres (més la lletra "Z" única) per ordre d'assignació (per exemple, AZA 123). S'hi anaren afegint la resta de comtats.
L'any 1982, amb Dublín i diversos comtats havent esgotat totes les combinacions possibles dels seus codis originals, es va decidir assignar els codis no utilitzats que contenien les lletres inicals "G", "S" i "V" a aquests comtats.
Llistat en ordre alfabètic dels codis corresponents a ciutats o comtats (en itàlica els comtats que pertanyen a Irlanda del Nord):
| Lletra inicial | Codi (Ix) | Ciutat/Comtat                     | Codi (xI) | Ciutat/Comtat                         | Codi (Zx) | Ciutat/Comtat                                             |
| -------------- | --------- | --------------------------------- | --------- | ------------------------------------- | --------- | --------------------------------------------------------- |
| A              | IA        | Antrim                            | AI        | Meath                                 | ZA        | Dublin                                                    |
| B              | IB        | Armagh                            | BI        | Monaghan                              | ZB        | Cork comtat                                               |
| C              | IC        | Carlow                            | CI        | Laois (antigament Queen's County)     | ZC        | Dublin                                                    |
| D              | ID        | Cavan                             | DI        | Roscommon                             | ZD        | Dublin                                                    |
| E              | IE        | Clare                             | EI        | Sligo                                 | ZE        | Dublin comtat                                             |
| F              | IF        | Cork comtat                       | FI        | Tipperary North Riding                | ZF        | Cork                                                      |
| H              | IH        | Donegal                           | HI        | Tipperary South Riding                | ZH        | Dublin                                                    |
| J              | IJ        | Down                              | JI        | Tyrone                                | ZJ        | Dublin                                                    |
| K              | IK        | Dublin comtat                     | KI        | Waterford comtat                      | ZK        | Cork comtat                                               |
| L              | IL        | Fermanagh                         | LI        | Westmeath                             | ZL        | Dublin                                                    |
| M              | IM        | Galway                            | MI        | Wexford                               | ZM        | Galway comtat                                             |
| N              | IN        | Kerry                             | NI        | Wicklow                               | ZN        | Meath                                                     |
| O              | IO        | Kildare                           | OI        | Belfast                               | ZO        | Dublin ciutat i comtat                                    |
| P              | IP        | Kilkenny                          | PI        | Cork                                  | ZP        | Donegal                                                   |
| R              | IR        | Offaly (antigament King's County) | RI        | Dublin                                | ZR        | Wexford                                                   |
| T              | IT        | Leitrim                           | TI        | Limerick                              | ZT        | Cork comtat                                               |
| U              | IU        | Limerick comtat                   | UI        | Derry                                 | ZU        | Dublin ciutat i comtat                                    |
| W              | IW        | Londonderry comtat                | WI        | Waterford                             | ZW        | Kildare                                                   |
| X              | IX        | Longford                          | XI        | Belfast                               | ZX        | Kerry                                                     |
| Y              | IY        | Louth                             | YI        | Dublin                                | ZY        | Louth                                                     |
| Z              | IZ        | Mayo                              | ZI        | Dublin                                | ZZ        | Matrícules temporals                                      |
|                | [ 9 ]     |                                   |           |                                       | Z         | Dublin comtat                                             |
| G              | IG        | Fermanagh (des del 2004)          | GI        | Tipperary South Riding (des del 1985) | ZG        | Dublin ciutat i comtat (des del 1983)                     |
| S              | IS        | Mayo (des del 1983)               | SI        | Dublin ciutat i comtat (des del 1982) | ZS        | Dublin ciutat i comtat (des del 1984)                     |
| V              | IV        | Limerick (des del 1982)           | VI        | Illes Verges Britàniques (1995-1996)  | ZV        | Dublin ciutat i comtat (des del 1985) / vehicles >30 anys |

### 1987-2012

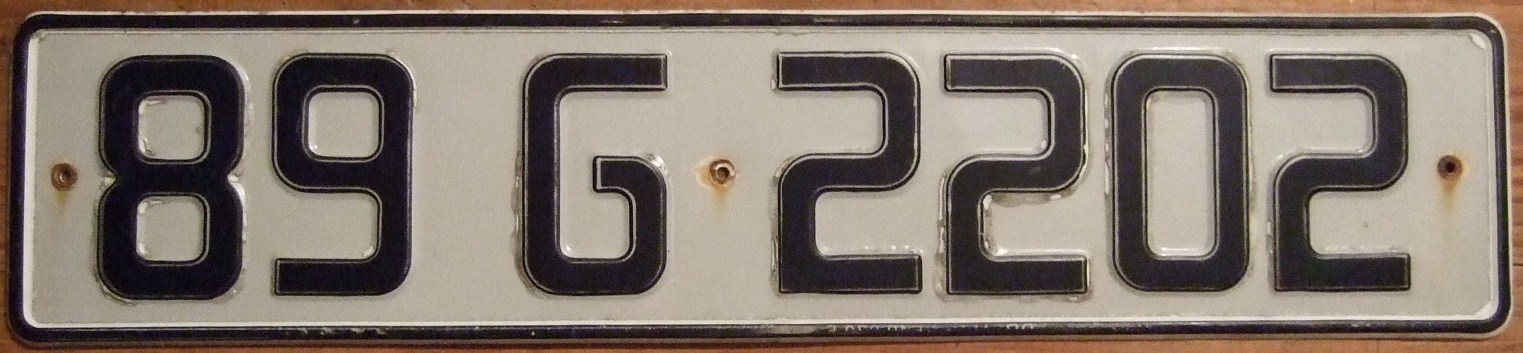
Model pre 1991 sense l'eurofranja blava.

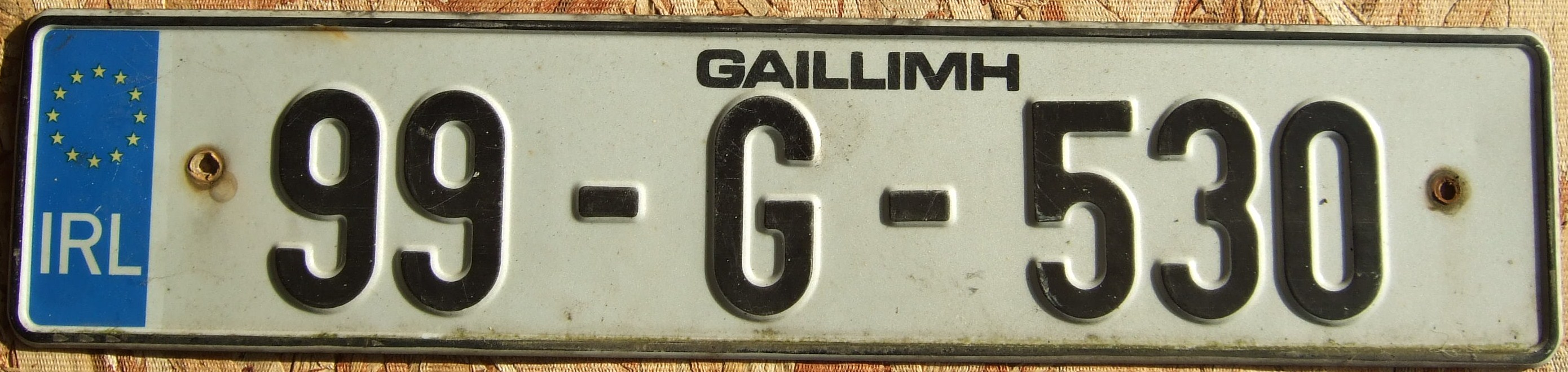
Model de 1999 amb el codi de dues xifres per l'any de matriculació (Galway/Gaillimh).

El sistema que va entrar en vigor a partir de 1987 va assignar codis d'una sola lletra a les ciutat-comtat (County borough) i de dues lletres als altres comtats. Normalment es tracta de la lletra inicial i final del nom del comtat en anglès (excepte en què es produirien duplicats). Fins al 1991, totes les plaques d'aquest sistema consistien exclusivament en caràcters de colors negres sobre un fons blanc, tant les plaques frontals com les posteriors. El mateix 1991 es va afegir l'eurofranja blava de la UE i el nom oficial del comtat en irlandès, això darrer resultat de la polèmica derivada per la utilització de l'anglès com a base per als codis del comtat i descrita per la Lliga Gaèlica (Conradh na Gaeilge), una organització que promou la llengua irlandesa, com a "fiasco".